# Maja Einstein
Maja Einstein (rojena Maria, poročena Winteler), nemška romanistka, * 18. november 1881, München, Nemčija, † 25. junij 1951, Princeton, New Jersey, Združene države Amerike.
Bila je mlajša sestra Alberta Einsteina.

## Življenjepis
Osnovno šolo je obiskovala v rodnem Münchnu, nato pa je njena družina zašla v finančne težave in se preselila v Italijo. V Milanu se je med letoma 1887 in 1894 šolala na mednarodni šoli z nemškim učnim jezikom, kasneje pa se je preselila v Aarau v Švici, kjer je njen brat obiskoval gimnazijo. Tam je živela pri družini profesorja Josta Wintelerja in spoznala svojega bodočega moža, Wintelerjevega najmlajšega sina Paula.
Kasneje je šla študirat romanistiko v Berlin, Bern in Pariz. Doktorsko disertacijo je obranila leta 1909 na Univerzi v Bernu. Naslednje leto se je poročila s Paulom Wintelerjem, zaradi česar je izgubila možnost akademskega udejstvovanja. Z možem sta se preselila v Lucerne-Bramberg, po smrti njene mame pa v Italijo, kjer sta odkupila posest v Colonnati blizu Firenc. Brat Albert ji je pomagal odplačati hipoteko na posesti s 7000 Reichmarkami, a je finančni položaj družine ostal težaven, ker ni mogla delati.
Ko je Mussolinijeva vlada v Italiji uvedla antisemitske zakone, je emigrirala v Združene države Amerike. Preselila se je k bratu v Princeton, njenemu možu pa so zaradi zdravstvenih težav zavrnili vstop v državo. Po koncu druge svetovne vojne se je nameravala vrniti v domovino, a so ji zdravstvene težave preprečile pot. Do smrti leta 1951 si je lahko z možem le dopisovala.